# Sigurd Remy
Sigurd Remy (* 22. März 1939 in Neuwied; † 8. Dezember 2023 ebenda) war ein deutscher Politiker (SPD).

## Leben und Beruf
Remy absolvierte eine Ausbildung zum Heizungsbauer und wurde 1968 Abteilungsmeister. Bei Winkler+Dünnebier gehörte er bis zu seiner Pensionierung dem Betriebsrat an.
Er verstarb am 8. Dezember 2023 in Neuwied.

## Politik
Remy trat 1963 der SPD bei. Sein Mandat übte er 40 Jahre lang aus. Ab 1981 war er Mitglied des Stadtrats von Neuwied, in dem er 23 Jahre lang SPD-Fraktionsvorsitzender war (1989–2012). Von 1991 bis 2006 war er Abgeordneter im rheinland-pfälzischen Landtag. Dort vertrat Remy den Wahlkreis 4 (Neuwied).
Im Juli 2020 wurde Remy wegen interner Streitigkeiten aus der SPD-Stadtratsfraktion ausgeschlossen. Seitdem war Remy bis zu seinem Tod fraktionsloses Einzelmitglied.

## Ehrung
- Die Stadt Neuwied zeichnete Remy für seine 20-jährige Tätigkeit im Stadtrat im Jahr 2003 mit dem Ehrenteller aus.
- Das Land Rheinland-Pfalz ehrte ihn 2010 mit der Verleihung der Freiherr-vom-Stein-Plakette für herausragendes kommunalpolitisches Engagement.[4]